# فيندينستوك
فيندينستوك (بالإنجليزية: Wendenstöcke)‏ هو أحد جبال سلسلة جبال الألب أوري ويقع في كانتون برن في سويسرا. يحتل المرتبة رقم 197 في قائمة جبال سويسرا من حيث الارتفاع، إذ يبلغ ارتفاعه حوالي 3042 متر، بينما يبلغ ارتفاع نتوء الجبل 346 متر، هذا وقد سجل أول وصول لقمة الجبل عام 1873.